# الأسباط العشرة المفقودة
الأسباط العشرة المفقودة في العقيدة اليهودية هي عشر قبائل، من أصل اثنتي عشرة قبيلة يهودية أصلية عرفوا بأسباط إسرائيل، سبيت هذه الأسباط من مملكة اسرائيل بعد سيطرة الآشوريين عليها حوالي عام 722 قبل الميلاد واعتبروا مفقودين. هناك الكثير من الادعاءات لأشخاص نسبوا انفسهم إلى هذه الأسباط. كما هناك نظريات حول ارتباط عودتهم بدعوات الخلاص المسيحية. ظهرت فكرة الأسباط المفقودة بزمن كبير بعد الفترة التوراتية وبخاصة كتب الأبوكريفا اليهودية، أي الكتب المشكوك بنسبها أو صحتها والتي لها علاقة بظهور مخلص لليهود يعرف بالمشيح.
هناك تعارض بين الدلائل التاريخية الأكاديمية وبين الطروحات الأبوكريفية، فقد وجد عالم التاريخ تيودور بارفيت أن «قضية فقدان الأسباط هي قصة أسطورية خرافية، وهذا النوع من الخرافات هي موضوع أساسي اعتمد خلال حقبة الاستعمار الأوروبي الطويلة الممتدة من القرن الخامس عشر الميلادي وحتى نهايات القرن العشرين». ومن ناحيته، قال زفي بن دور أن «الافتنان بفكرة الأسباط أنتجت العديد من الأدب الخيالي والقومي»، كما قام سالفا ويل بتوثيق العديد من القبائل المختلفة من حول العالم التي نسبت أنفسها للأسباط. وينفي المؤرخ فيليب حتي قصة فقدان الأسباط العشرة مشيرًا إلى أن المسبيين من سكان مملكة إسرائيل شكلوا فقط حوالي 27 ألف شخص من إجمالي سكان المملكة البالغ عددهم 400 ألف نسمة.
دحضت بعض الدراسات في علوم الحمض الجيني أي ارتباط بين اليهود المعاصرين ومن ادعوا أنهم منحدرين من الأسباط المفقودة.

## أسباط بني إسرائيل الاثني عشر
بحسب التوراة ولد للنبي يعقوب الذي سمي بإسرائيل اثني عشر ولدًا هم آباء كل القبائل الإسرائيلية (التكوين 10:35)، والأبناء الاثني عشر هم: النبي يوسف وبنيامين وأمهما: راحيل بنت لابان وهي ابنة خال يعقوب؛ ورأوبين وهو أكبر أبنائه ويهوذا ولاوي وشمعون وزبولون ويساكر وبنتاً واحدة اسمها دينة وأمهم: ليئة بنت لابان وهي أخت راحيل وابنة خال يعقوب؛ ودان ونفتالي وأمهما: بلهة؛ وجاد وأشير وأمهما:زلفة. ولاحقًا، قام يعقوب بترفيع أفرايم ومنسى ابني يوسف من زوجته المصرية أسنات إلى مرتبة آباء عشيرة بدلا من سبط والدهم يوسف (التكوين 48:5).
وفي أيام يشوع، قسمت أرض إسرائيل بين الأسباط الاثني عشر إلا سبط لاوي الذي لم يحصل على أرض إنما أُنيط بها أن تكون عشيرة الكهنة (يشوع 13:33) وبالتالي مُنحوا 48 مدينة. ستة من هذه المدن استوطنها إسرائيليون من مختلف القبائل إلا أن اللاويين كان حكامها. (العدد 35). واستُبدل سبطي لاوي ويوسف بسبطي أفرايم ومنسى، وبقي توزيع أرض إسرائيل على الأسباط الإثني عشر.
ومن أهم الأسس التوراتية التي اعتمدت لدعم فكرة فقدان عشرة أسباط موجودة في سفر الملوك الثاني حيث يسرد أنه «في السنة التاسعة لهوشع أخذ ملك آشور السامرة وسبى إسرائيل إلى آشور وأسكنهم في حلح وخابور نهر جوزان وفي مدن مادي» (الملوك 2، اية 6).
- وذكر في سفر الملوك الثاني (17:34) عن المسبيين إلى آشور أنهم بقوا على طرقهم من دون اعتناق التوحيد أو أي عقيدة يهودية أخرى.
- والجدير ذكره أن التوراة لم تشر إلى الأسباط المفقودة بالاسم ولا بآي شكل مباشر.

### الأبوكريفا التوراتية
ظهرت العديد من الكتابات التوراتية المتأخرة التي لم يثبت صحتها أو لم يُعرف هوية كاتبها لذلك تعتبر من الكتابات المشكوك في صدقيتها، ولم تضف إلى كتاب التوراة بحد ذاته، الا انها معتمدة عند الكثير من اليهود. سميت هذه الكتب بكتب الأبوكريفا. يشير زيفي بن دور أن الأسباط العشرة التي سُبيت، أرسلت إشارات مهمة وردت في كتاب أستراس الثاني ومنها وصف للرحلة الطويلة التي قضاها أفراد الأسباط في منطقة أسموها «ارتسارث». كما ورد ذكرهم في كتاب «رؤية عزرا» الذي كتب في بدايات القرن الميلادي الأول بنفس الفترة التي دمر بها الهيكل.

### العهد الجديد
هناك بعض الدلائل في العهد الجديد تشير إلى الأسباط المفقودة منها ما ورد في إنجيل لوقا السفر الثاني الإصحاح 36 الذي أشار إلى شخص من سبط أشير.

## في العلوم الإثنية والإنسانية
أحيت التطورات الحديثة في علوم الآثار والإثنية والإنسانية موضوع الأسباط المفقودة،
مثال على ذلك، سمحت الاكتشافات الحديثة في طرق بناء الأكوام المعقدة التي قام به الأميركيون الأصليون القدماء إلى ربط أسلوب إنشائها بالأساليب التي كان يقوم بها شعوب الشرق الأوسط القدماء مما يدل عن وجود علاقة بين المنطقتين التي قد يكون قام بها الأسباط المفقودة. وعلى النقيض اعتبر بعض العلماء أن هذه النتيجة غير مقبولة لأنها تعتمد دلائل عنصرية.

## جماعات تدعي نسبها للأسباط المفقودة

### بني إسرائيل في الهند
يوجد في بلاد الهند مجموعة تاريخية تدعى «بني إسرائيل» والتي تعتقد بنسبها إلى أحد الأسباط المفقودة التي هاجرت إلى المناطق الهندية منذ قرون عديدة. وكانوا قد استقروا في منطقة كونكان الهندية، إلا أنهم هاجروا في القرن التاسع عشر إلى مناطق قريبة من بومباي وبوني وأحمد آباد وكراتشي. وبحسب معتقداتهم، فإن أجدادهم هاجروا من مملكة إسرائيل إلى الغرب وبعد سفر لقرون عديدة في غرب آسيا توجهوا إلى الشرق واستطابوا استوطان بلاد الهند واندمجوا بشكل سلس مع مجتمعاتهم الجديدة من دون التخلي عن المعتقدات والطقوس اليهودية. وكان من أسس بني إسرائيل هو ديفيد رحابي واهتم بتحديد طقوسها. ومع هذا لم تعترف الجهات اليهودية الرسمية بيهودية المجموعة أو نسبهم لأي من الأسباط المفقودة. في عام 2002 أشارت صحيفة جوروسالم بوست إلى أن فحوص الحمض الجيني تدل عن وجود علاقة وراثية بين بني إسرائيل في الهند مع سبط اللاويين عن طريق فخذ الكهان.

### بني منسى
في أواخر القرن العشرين، نسبت بعض القبائل الهندية التي استوطنت الشمال الشرقي للهند في مناطق ميزورام ومانيبور نفسها إلى الأسباط المفقودة وسموا أنفسهم «بني ميناشي» والتي تدل على صلتهم بسبط منسى الذي يسمى ميناشي بالعبرية. ونشروا تعليم المناسك اليهودية واللغة العبرية بين أبنائهم.

### الفالاشا
الفلاشا هم يهود الحبشة الذين يسمون أنفسهم ببيت إسرائيل. ينسبون أنفسهم لسبط دان بخلاف ما هو شائع بأنهم من أبناء ملكة سبأ من زواجها من الملك سليمان، كما تسير طقوسهم إلى علاقتهم بأورشليم التوراتية، أشارت اختبارات الحمض النووي إلى نسب ضعيف ليهود استوطنوا السودان في القرنين الرابع والخامس الميلاديتين ولا يوجد أدلة دامغة عن ارتباطهم بأي سبط مفقود. وفي عام 1977 اعترفت الجهات الإسرائيلية بأحقية الفالاشا في الحصول على حقوق العودة.

### يهود الايغبو
ينسب قوم الايغبو في نايجيريا انفسم إلى ستة اسباط هم افرايم ونفتالي ومنسي واللاويين وزيبولين وجاد. الا ان هذه المقولة لم تجد دعائم لها في العالم الاكاديمي وبخاصة التاريخ.

### البشتون
البشتون هم قوم مسلمون يعيشون في باكستان وأفغانستان يعتنقون قيم قديمة محلية أساسها الشرف والتي تسبق الإسلام. لا يوجد أي دلالات أو قرائن علمية تدعم هذا النسب. مع هذا، فإن كتاب «مخزن الأفغاني» الذي كتبه نعمة الله في القرن السابع عشر، ينسب قبيلة «يوسف زاي» إلى يوسف بن يعقوب. وكذلك قال المؤرخ الفارسي فريشتا.

## تخمينات حول مجموعات أخرى

### نظريات السكوثيون والكيميريون

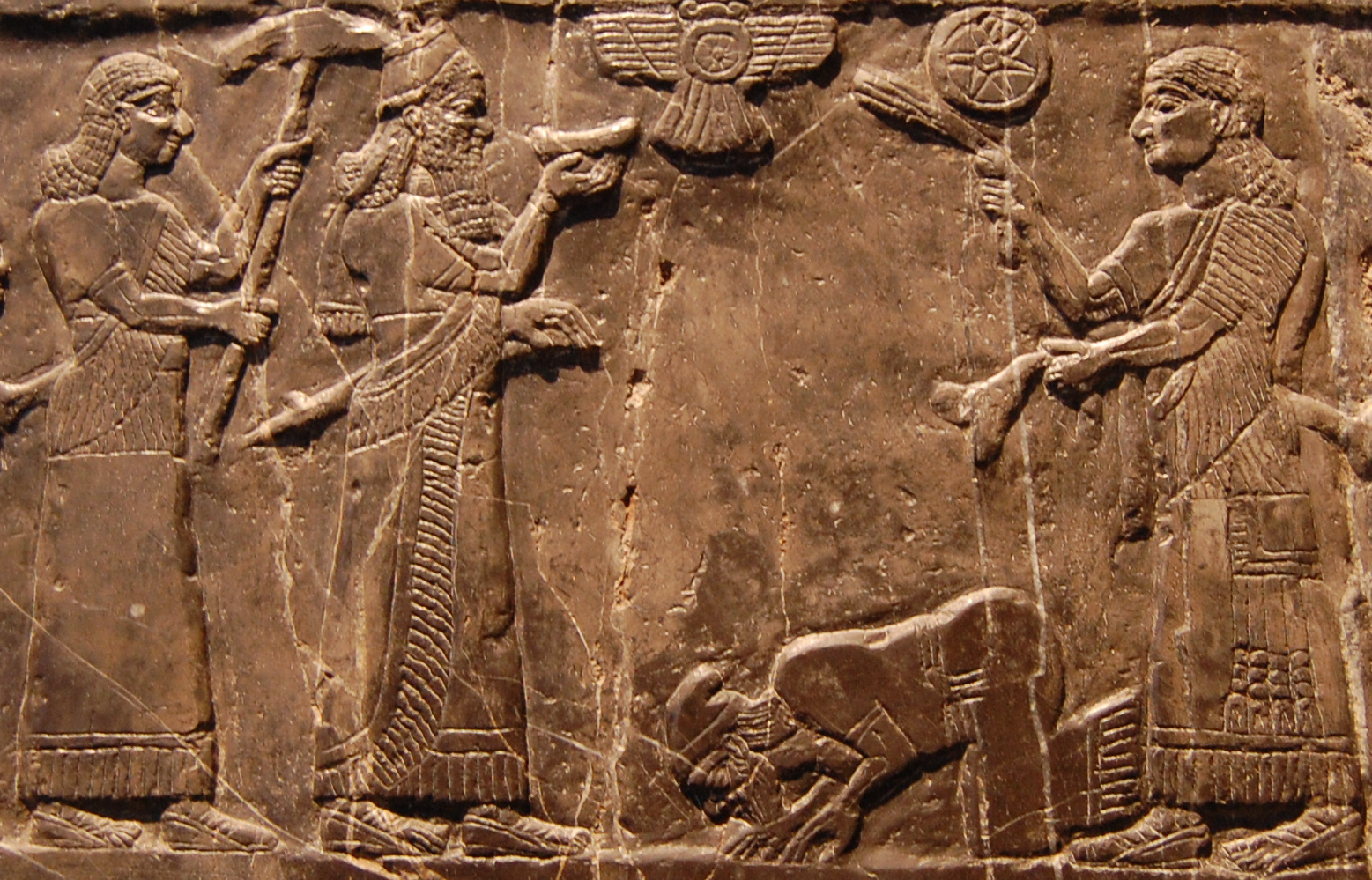

هناك العديد من النظريات التي تدل أن السكوثيين والكيميريين متربطتان بشكل عام بالأسباط المفقودة. وتعتمد هذه النظرية على الحدث التاريخي الذي يقول أن شعب مملكة إسرائيل الشمالية الذين هاجروا إلى آشور هم السكوثيون والكيموريون. وهناك آراء مختلفة حول الموضوع.
من دعم هذا المنحى كان جورج راولسون ورايمون كابت والذين ربطا الأسماء بين المجموعات والأسباط.
أما من عارض هذه النظريات اعتمد على اختلاف ممارسات وطقوس هذه المجموعات مع الطقوس اليهودية المعتمدة. كما ان كل دراسات التاريخ لا تدعم هذه المقولة.

### الأميريكيون الأصليون
قام مبشر مسيحي يدعى توماس ثوروغود في عام 1650 بنشر كتاب أشار فيه أنه شك عندما حاول تبشير الهنود الحمر لاعتناق المسيحية بأنهم يعتنقون اليهودية وهم من الأسباط المفقودة. إلا أنه تراجع عن مقولته بعد أن انتقدها مبشر آخر هو هارمون لاستراج وفتح المجال لترجمة الإنجيل إلى اللغة المحلية.

### اليابانيون
ظهرت بعض المقولات التي أشارت إلى وجود علاقة بين الشعوب اليابانية والتقاليد اليهودية. من أشهرها ما قاله نيكولاس ماكلاود إذ أشار إلى علاقة استعمال شعوب توكوغاوا ومانشي نو هيتو اليابانية الرحل للخيم المشابه للخيم الدينية اليهودية في تنقالاتهم وربطها بنبوئة نوح لابنه يافث الذي قال أن سلالته ستنتقل في خيم سامية. بعدها قام العديد من الباحثين في ربط التقاليد اليابانية بتقاليد اليهود. ورد إمكانية حصول التشابه بناء لتأثير اليهود الذين زاوا أو هاجروا إلى اليابان. لكن جون دينت يؤكد عدم وجود أي دلائل من الحمض النووي تدعم هذه النظريات.

### الليمبا
يزعم شعب الليمبا في جنوب افريقيا أنهم ينتسبون لليهودية عن طريق العديد من اليهود الذين أتوا إفريقيا من منطقة سناء في حضرموت اليمن بحثا عن الذهب، وتزوجوا من نسائهم وأقاموا مستوطنات لهم. إلا أن الفحوص الجينية لم تدل على علاقة مع اليهود إلا أنها أشارت إلى علاقة مع بعض شعوب الشرق الأوسط.

### اليهود البريطانيون
هناك نظرية تقول عن وجود يهود في غربي أوروبا وشمالي أمريكا سموا باليهود البريطانيون أو اليهود الإنغلوساكسونيون. إلا أن هذه النظرية سقطت أمام الأبحاث العلمية من ناحية التاريخ وعلم الآثار وعلم الاجتماع بخاصة التقاليد والطقوس.

### بريت إم
بريت إم هي مجوعة إسرائيلية تعتبر أن شعوب غرب أوروبا هم من الأسباط المفقودة. هي تشابه نظريات اليهود البريطانيون إلا أنها تعتمد المنظور الإسرائيلي. وهم يؤكدون وجود تأثيرات يهودية في فنلندا وإيرلندا وبعض البلاد الغربية الأخرى. كما يؤمنون أن الخزرج هم يهود ويثبتون نظريتهم بمصادر متنوعة.

## للاستزادة
- يهود الهند
- الخط الزمني للتاريخ اليهودي

### هوامش
1. ↑  Josephus, The Antiquities of the Jews, Book 11 chapter 1 and II Esdras 13:39-45
2. ↑  Weil, S. 2012 'Tribes, Ten Lost', in Jewish Folklore and Traditions: A Multicultural Encyclopedia, (Raphael Patai and Haya Bar Itzhak eds.
3. ↑  Zvi Ben-Dor Benite, The Ten Lost Tribes, Oxford University Press, pp. 58-62 نسخة محفوظة 02 أبريل 2017 على موقع واي باك مشين.
4. ↑  Parfitt، Tudor (2003). The Lost Tribes of Israel: The History of a Myth. Phoenix. ص. 1, 225.
5. ↑  Benite, p.11
6. ↑  فيليب حتي (1951). تاريخ سوريا ولبنان وفلسطين. نيويورك: مكميلان للنشر. ج. 1. ص. 213–214.
7. ↑  The Ten Lost Tribes: A World History, Zvi Ben-Dor Benite, Oxford University Press, p.57 نسخة محفوظة 02 أبريل 2017 على موقع واي باك مشين.
8. ↑  Weil, S. 2013 'Ten Lost Tribes', in Judith Baskin (ed.
9. ↑  Stephen Conn, Ohio State University
10. ↑  Neusius, Sarah W., and G. Timothy Gross (2014) Seeking Our Past: An Introduction to North American Archaeology (second edition).
11. ↑  Weil, Shalva 1981 The Jews from the Konkan: the Bene IsraelCommunity of India.
12. ↑  Weil, Shalva 2008 'The Jews of Pakistan' (3: 1228-1230), in M.Avrum Erlich (ed.
13. ↑  Weil، Shalva (2009) [2002]. "Bene Israel Rites and Routines". في Weil، Shalva (المحرر). India’s Jewish Heritage: Ritual, Art and Life-Cycle (ط. 3rd). Mumbai: Marg Publications. ص. 78–89.
14. ↑  Bene Israel
15. ↑  Weil, S. 2008a 'Jews in Ethiopia'; 'Jews in India'; 'The Jews of Pakistan'; 'The Pathans of Afghanistan and their Israelite Status', in M. Avrum Erlich (ed.
16. ↑  Weil, S. 2012b "Longing for Jerusalem Among the Beta Israel of Ethiopia", in Edith Bruder and Tudor Parfitt (eds.
17. ↑  Jon Entine, Abraham’s Children: Race, Identity, and the DNA of the Chosen People, Grand Central Publishing, 2007. p. 149.
18. ↑  Lucotte، G؛ Smets، P (1999). "Origins of Falasha Jews studied by haplotypes of the Y chromosome". Human Biology. ج. 71 ع. 6: 989–93. PMID:10592688.
19. ↑  Zoossmann-Diskin، A؛ Ticher، A؛ Hakim، I؛ Goldwitch، Z؛ Rubinstein، A؛ Bonne-Tamir، B (1991). "Genetic affinities of Ethiopian Jews". Israel Journal of Medical Sciences. ج. 27 ع. 5: 245–51. PMID:2050504.
20. ↑  Hammer, M. F., Redd, A. J., Wood, E. T., Bonner, M. R., Jarjanazi, H., Karafet, T., Santachiara-Benerecetti, S., Oppenheim, A., Jobling, M. A., Jenkins, T., Ostrer, H., Bonné-Tamir, B. "Jewish and Middle Eastern non-Jewish populations share a common pool of Y-chromosome biallelic haplotypes", Proceedings of the National Academy of Sciences, 6 June 2000, vol. 97, no. 12, 6769–6774. نسخة محفوظة 31 مارس 2008 على موقع واي باك مشين.
21. ↑  Shen، Peidong؛ Lavi، Tal؛ Kivisild، Toomas؛ Chou، Vivian؛ Sengun، Deniz؛ Gefel، Dov؛ Shpirer، Issac؛ Woolf، Eilon؛ Hillel، Jossi (2004). "Reconstruction of patrilineages and matrilineages of Samaritans and other Israeli populations from Y-Chromosome and mitochondrial DNA sequence Variation". Human Mutation. ج. 24 ع. 3: 248–60. DOI:10.1002/humu.20077. PMID:15300852.
22. ↑  Michael Corinaldi, Ethiopian Jewry: Identity and Tradition, Rubin Mass, 1988, p. 186–188 (Hebrew)
23. ↑  Sanders، Edith (1963). "The Hamitic Hypothesis: Its Origin and Functions in Time Perspective". Journal of African History. ج. 10 ع. 4: 521–532. JSTOR:179896.
24. ↑  Zachernuk، Philip (1994). "Of Origins and Colonial Order: Southern Nigerians and the 'Hamitic Hypothesis' c. 1870-1970". Journal of African History. ج. 35 ع. 3: 427–55. DOI:10.1017/s0021853700026785. JSTOR:182643.
25. ↑  "Ethnic Groups". Library of Congress Country Studies. 1997. مؤرشف من الأصل في 2019-03-24. اطلع عليه بتاريخ 2010-10-29.
26. ↑  "The People - The Pashtuns". Center for Applied Linguistics (CAL). 30 يونيو 2002. مؤرشف من menl#1 الأصل في 2020-01-25. اطلع عليه بتاريخ 2010-10-29. {{استشهاد ويب}}: تحقق من قيمة |مسار= (مساعدة)
27. ↑  Weil, S. 2011 'The Israelite Connections of the Taliban,' International Relations and Security Network (ISN).
28. ↑  Weil, S. 2008 'The Pathans of Afghanistan and their Israelite Status', in M. Avrum Erlich (ed.
29. ↑  Introduction: Muhammad Qāsim Hindū Šāh Astarābādī Firištah, History Of The Mohamedan Power In India, The Packard Humanities Institute Persian Texts in Translation (retrieved 10 January 2007). نسخة محفوظة 22 يونيو 2017 على موقع واي باك مشين.
30. ↑  E. Raymond Capt, Missing Links Discovered in Assyrian Tablets, Artisan Pub, 1985 ISBN 0-934666-15-6
31. ↑  (Greer, 2004. p57-60)Greer، Nick (2004). The British-Israel Myth. ص. 55.
32. ↑  Dimont، C (1933). The Legend of British-Israel. مؤرشف من الأصل في 2019-07-18.
33. ↑  (Greer, 2004. p57-60)Greer، Nick (2004). The British-Israel Myth. ص. 62.
34. ↑  Oliver's Bookshelf, The Premier Web-Site for Early Mormon History [وصلة مكسورة] نسخة محفوظة 23 أغسطس 2014 على موقع واي باك مشين.
35. ↑  Parfitt، Tudor (2003). The Lost Tribes of Israel: The History of a Myth. Phoenix. ص. 66, 76.
36. ↑  Israelites Came To Ancient Japan , Arimasa Kubo. نسخة محفوظة 28 يونيو 2017 على موقع واي باك مشين.
37. ↑  Joe Entine, Abraham's Children: Race, Identity, and the DNA of the Chosen People نسخة محفوظة 02 أبريل 2017 على موقع واي باك مشين.
38. ↑  Transcript, INSIDE AFRICA: Current Events on the African Continent, CNN, 11 September 2004. نسخة محفوظة 02 أبريل 2017 على موقع واي باك مشين.
39. ↑  "The Lemba, The Black Jews of Southern Africa", NOVA episode, PBS. نسخة محفوظة 22 نوفمبر 2017 على موقع واي باك مشين.
40. ↑  The Story of the Lemba People by Dr. Rudo Mathivha, 15 October 1999. نسخة محفوظة 31 أغسطس 2017 على موقع واي باك مشين.
41. ↑  Soodyal، H (2013). "Lemba origins revisited: Tracing the ancestry of Y chromosomes in South African and Zimbabwean Lemba". South African Medical Journal. ج. 103 ع. 12. مؤرشف من الأصل في 2018-07-21. اطلع عليه بتاريخ 2014-05-09.
42. ↑  Orr، Ralph (1995). "Anglo-Israelism and the United States & Britain in Prophecy". Grace Communion International. مؤرشف من الأصل في 2017-07-03. اطلع عليه بتاريخ 2015-07-08.